# Clea (Marvel Comics)
Clea ou Clea Strange é uma personagem fictícia das histórias em quadrinhos norte-americanas publicadas pela Marvel Comics. Foi criada por Stan Lee e Steve Ditko e teve sua primeira aparição na revista Strange Tales #126, em 1974.

## Origem
Clea era uma mulher da raça Faltine e filha de Umar com o Príncipe Orini, um mago que residia na Dimensão Negra e candidato absoluto ao trono, mas que acabou sendo usurpado por Dormammu quando o ser assumiu o poder da dimensão. Umar, sua mãe, tinha abandonado Clea pois a feiticeira não podia retornar a sua forma original de pura energia. Clea acaba descobrindo que Dormammu é ninguém menos do que seu tio, com o mesmo tendo banido sua mãe logo após ela ter dado a luz.

## História com Stephen Strange
Após observar o Mago Supremo na Dimensão Negra, a feiticeira alertou-o sobre o poder de Dormammu, sendo então punida pelo ser, mas logo sendo forçado por Strange a liberta-la. Clea então se tornara a única aliada de Strange naquela dimensão.
Mais tarde, Clea foi capturada e quase morta por Umar, mas sendo salvar pelo Ancião e mandada a uma outra dimensão. O Doutor Estranho a encontra e logo a leva para viver na Terra.

## Maga Suprema
Clea foi treinada pelo Doutor Estranho e se tornou uma feiticeira incrivelmente poderosa. Manejando tamanho poder, ela eventualmente retorna a Dimensão Negra e acaba derrotando seu tio e sua mãe, se tornando a Maga Suprema daquela dimensão.
Durante os eventos de The Death of Doctor Strange, Stephen Strange se sacrifica para salvar a Terra ao fazer um pacto com Mephisto. Antes de partir, Strange deixa a Clea seu Manto de Levitação e o Olho de Agamotto, que fazem com que a feiticeira se torne oficialmente a Maga Suprema, adotando o sobrenome do falecido enquanto tenta traze-lo de volta dos mortos.

## Em outras mídias

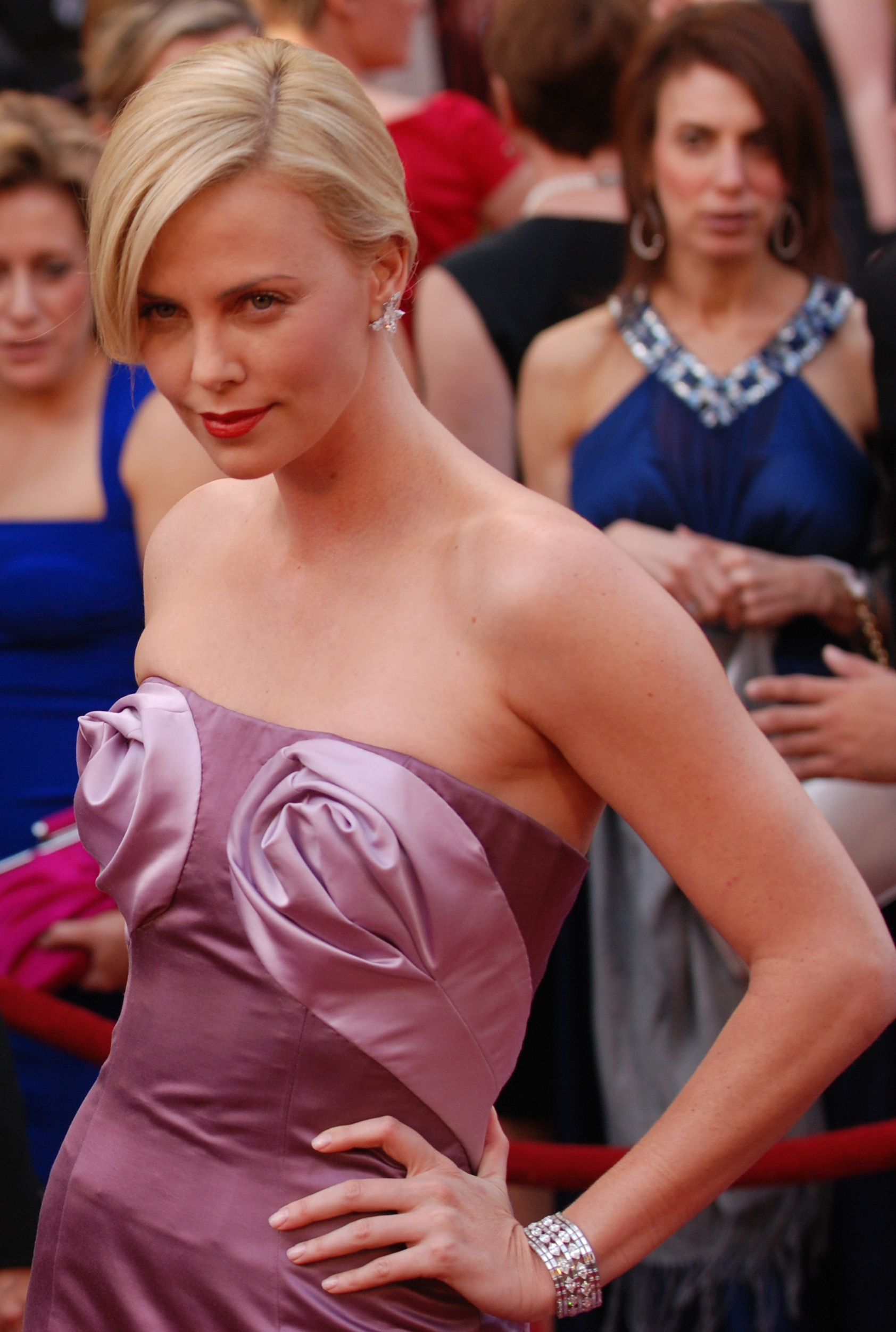
Charlize Theron interpreta a personagem no MCU.

### Cinema

#### Doutor Estranho de 1978
No filme Dr. Strange, lançado em 1978, Clea é interpretada por Anne-Marie Martin e possui o sobrenome "Lake". Esta versão da personagem não possui poderes ou habilidades místicas, sendo apenas uma humana comum.

#### Universo Cinematográfico Marvel
Clea é interpretada por Charlize Theron, aparecendo pela primeira vez na cena pós-créditos do filme Doutor Estranho no Multiverso da Loucura. A personagem recruta Stephen Strange para a Dimensão Negra, o alertando que o mesmo causara uma Incursão.

### Séries
- Clea tem uma participação como figurante na série X-Men: The Animated Series, no episódio "Nightcrawler".[8]